# 고헌초등학교
고헌초등학교(固軒初等學校)는 대한민국 울산광역시 북구에 있는 공립 초등학교이다.

## 연혁
- 2019년 3월 1일 : 개교